# Liste der Senatoren der Vereinigten Staaten aus Ohio
Die Liste der Senatoren der Vereinigten Staaten aus Ohio führt alle Personen auf, die jemals für diesen Bundesstaat dem US-Senat angehört haben, nach den Senatsklassen sortiert. Dabei zeigt eine Klasse, wann dieser Senator wiedergewählt wird. Die Wahlen der Senatoren der class 1 fanden 2018 statt. Die Senatoren der class 3 wurden zuletzt im November 2016 gewählt.

## Klasse 1

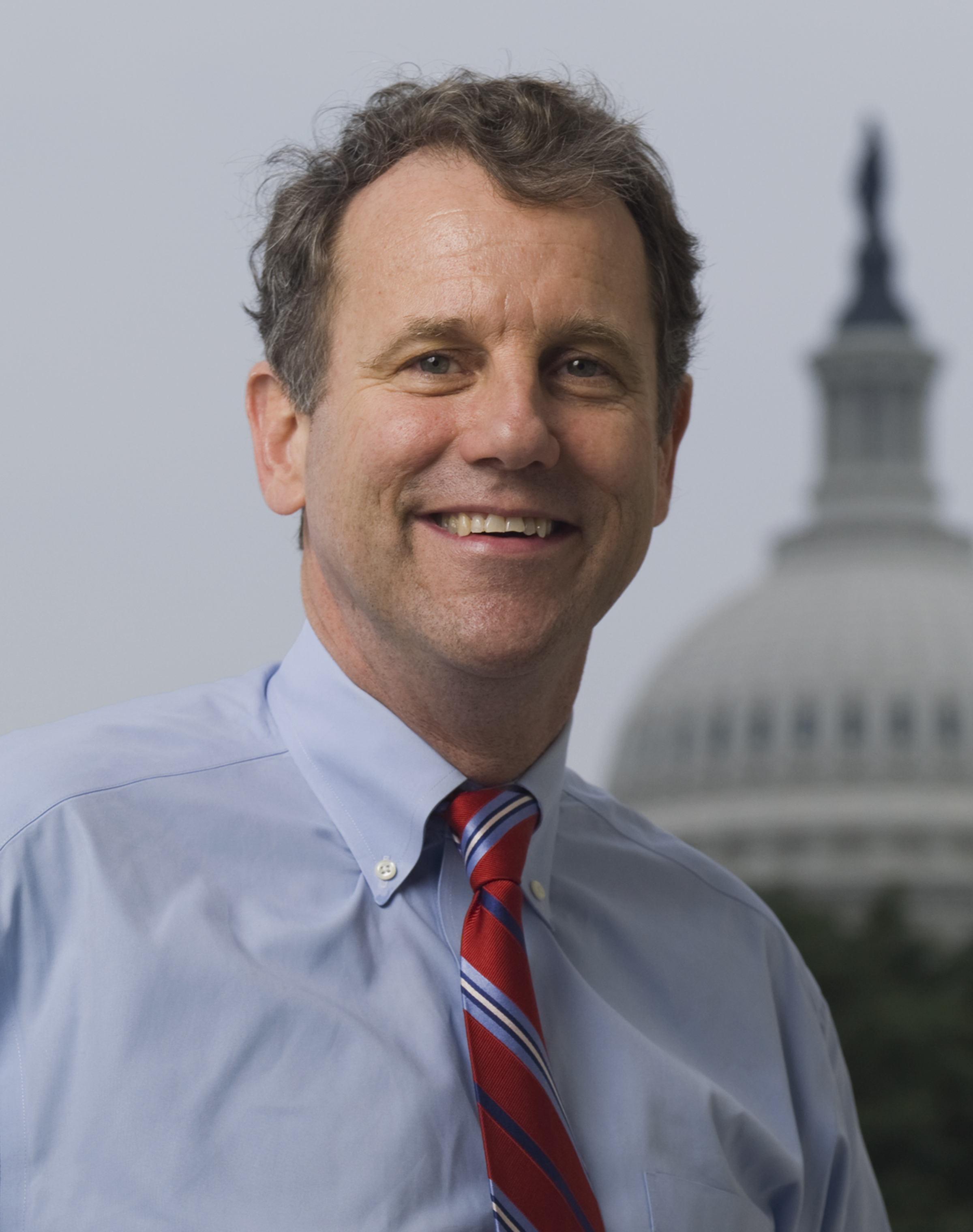
Sherrod Brown

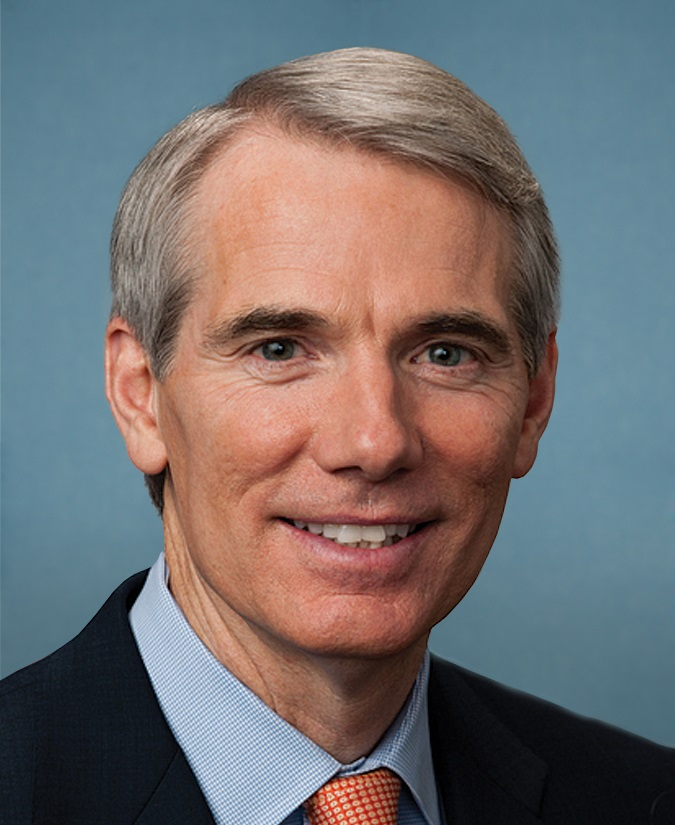
Rob Portman

Ohio ist seit dem 1. März 1803 US-Bundesstaat und hatte bis heute 26 Senatoren der class 1 im Kongress.
| Name                           | Amtszeit  | Partei                | Lebensdaten                         |
| ------------------------------ | --------- | --------------------- | ----------------------------------- |
| John Smith                     | 1803–1808 | Democratic Republican | 1735–30. Juli 1824                  |
| Return Jonathan Meigs, Jr.     | 1808–1810 | Democratic Republican | 17. November 1764–29. März 1825     |
| Thomas Worthington             | 1810–1814 | Democratic Republican | 16. Juli 1773–20. Juni 1827         |
| Joseph Kerr                    | 1814–1815 | Democratic Republican | 1765–22. August 1837                |
| Benjamin Ruggles1              | 1815–1833 | Democratic Republican | 21. Februar 1783–2. September 1857  |
| Thomas Morris                  | 1833–1839 | Demokrat              | 3. Januar 1776–7. Dezember 1844     |
| Benjamin Tappan                | 1839–1845 | Demokrat              | 25. Mai 1773–20. April 1857         |
| Thomas Corwin                  | 1845–1850 | Whig                  | 29. Juli 1794–18. Dezember 1865     |
| Thomas Ewing                   | 1850–1851 | Whig                  | 28. Dezember 1789–26. Oktober 1871  |
| Benjamin Franklin Wade²        | 1851–1869 | Whig/Republikaner     | 27. Oktober 1800–2. März 1878       |
| Allen Granberry Thurman        | 1869–1881 | Demokrat              | 13. November 1813–12. Dezember 1895 |
| John Sherman                   | 1881–1897 | Republikaner          | 10. Mai 1823–22. Oktober 1900       |
| Marcus Alonzo Hanna            | 1897–1904 | Republikaner          | 24. September 1837–15. Februar 1904 |
| Charles William Frederick Dick | 1904–1911 | Republikaner          | 3. November 1858–13. März 1945      |
| Atlee Pomerene                 | 1911–1923 | Demokrat              | 6. Dezember 1863–12. November 1937  |
| Simeon Davison Fess            | 1923–1935 | Republikaner          | 11. Dezember 1861–23. Dezember 1936 |
| Alvin Victor Donahey           | 1935–1941 | Demokrat              | 7. Juli 1873–8. April 1946          |
| Harold Hitz Burton             | 1941–1945 | Republikaner          | 22. Juni 1888–28. Oktober 1964      |
| James Wylie Huffman            | 1945–1946 | Demokrat              | 13. September 1894–20. Mai 1980     |
| Kingsley Arter Taft            | 1946–1947 | Republikaner          | 19. Juli 1903–28. März 1970         |
| John William Bricker           | 1947–1959 | Republikaner          | 6. September 1893–22. März 1986     |
| Stephen Marvin Young           | 1959–1971 | Demokrat              | 4. Mai 1889–1. Dezember 1984        |
| Robert Taft Jr.                | 1971–1976 | Republikaner          | 26. Februar 1917–7. Dezember 1993   |
| Howard Morton Metzenbaum       | 1976–1995 | Demokrat              | 4. Juni 1917–12. März 2008          |
| Richard Michael DeWine         | 1995–2007 | Republikaner          | * 5. Januar 1947                    |
| Sherrod Campbell Brown         | 2007–2025 | Demokrat              | * 9. November 1952                  |
| Bernardo Moreno                | seit 2025 | Republikaner          | * 14. Februar 1967                  |

1 Ruggles gehörte ab 1829 den Nationalrepublikanern an.

² Wade vertrat ab 1857 die Republikanische Partei im Senat.

## Klasse 3
Ohio stellte bis heute 35 Senatoren der class 3, von denen zwei, Salmon Chase und Theodore Burton, zwei nicht unmittelbar aufeinander folgende Amtszeiten absolvierten.
| Name                      | Amtszeit  | Partei                | Lebensdaten                          |
| ------------------------- | --------- | --------------------- | ------------------------------------ |
| Thomas Worthington        | 1803–1807 | Democratic Republican | 16. Juli 1773–20. Juni 1827          |
| Edward Tiffin             | 1807–1809 | Democratic Republican | 19. Juni 1766–9. August 1829         |
| Stanley Griswold          | 1809      | Democratic Republican | 14. November 1763–21. August 1815    |
| Alexander Campbell        | 1809–1813 | Democratic Republican | 1779–5. November 1857                |
| Jeremiah Morrow           | 1813–1819 | Democratic Republican | 6. Oktober 1771–22. März 1852        |
| William Allen Trimble     | 1819–1821 | Democratic Republican | 4. April 1786–13. Dezember 1821      |
| Ethan Allen Brown         | 1822–1825 | Democratic Republican | 4. Juli 1776–24. Februar 1852        |
| William Henry Harrison    | 1825–1828 | Nationalrepublikaner  | 9. Februar 1773–4. April 1841        |
| Jacob Burnet              | 1828–1831 | Nationalrepublikaner  | 22. Februar 1770–10. Mai 1853        |
| Thomas Ewing              | 1831–1837 | Nationalrepublikaner  | 28. Dezember 1789–26. Oktober 1871   |
| William Allen             | 1837–1849 | Demokrat              | Dezember 1803–11. Juli 1879          |
| Salmon Portland Chase     | 1849–1855 | Free Soil             | 13. Januar 1808–7. Mai 1873          |
| George Ellis Pugh         | 1855–1861 | Demokrat              | 28. November 1822–19. Juli 1876      |
| Salmon Portland Chase     | 1861      | Republikaner          | 13. Januar 1808–7. Mai 1873          |
| John Sherman              | 1861–1877 | Republikaner          | 10. Mai 1823–22. Oktober 1900        |
| Stanley Matthews          | 1877–1879 | Republikaner          | 21. Juli 1824–22. März 1889          |
| George Hunt Pendleton     | 1879–1885 | Demokrat              | 19. Juli 1825–24. November 1889      |
| Henry B. Payne            | 1885–1891 | Demokrat              | 30. November 1810–9. September 1896  |
| Calvin Stewart Brice      | 1891–1897 | Demokrat              | 17. September 1845–15. Dezember 1898 |
| Joseph Benson Foraker     | 1897–1909 | Republikaner          | 5. Juli 1846–10. Mai 1917            |
| Theodore Elijah Burton    | 1909–1915 | Republikaner          | 20. Dezember 1851–28. Oktober 1929   |
| Warren Gamaliel Harding   | 1915–1921 | Republikaner          | 2. November 1865–2. August 1923      |
| Frank Bartlett Willis     | 1921–1928 | Republikaner          | 28. Dezember 1871–30. März 1928      |
| Cyrus Locher              | 1928      | Demokrat              | 8. März 1878–17. August 1929         |
| Theodore Elijah Burton    | 1928–1929 | Republikaner          | 20. Dezember 1851–28. Oktober 1929   |
| Roscoe Conkling McCulloch | 1929–1930 | Republikaner          | 27. November 1880–17. März 1958      |
| Robert Johns Bulkley      | 1930–1939 | Demokrat              | 8. Oktober 1880–21. Juli 1965        |
| Robert Alphonso Taft      | 1939–1953 | Republikaner          | 8. September 1889–31. Juli 1953      |
| Thomas Aloysius Burke     | 1953–1954 | Demokrat              | 30. Oktober 1898–5. Dezember 1971    |
| George Harrison Bender    | 1954–1957 | Republikaner          | 29. September 1896–18. Juni 1961     |
| Frank John Lausche        | 1957–1969 | Demokrat              | 14. November 1895–21. April 1990     |
| William Bart Saxbe        | 1969–1974 | Republikaner          | 24. Juni 1916–24. August 2010        |
| Howard Morton Metzenbaum  | 1974      | Demokrat              | 4. Juni 1917–12. März 2008           |
| John Herschel Glenn       | 1974–1999 | Demokrat              | 18. Juli 1921–8. Dezember 2016       |
| George Victor Voinovich   | 1999–2011 | Republikaner          | 15. Juli 1936–12. Juni 2016          |
| Robert Jones Portman      | 2011–2023 | Republikaner          | * 19. Dezember 1955                  |
| James David Vance         | 2023–2025 | Republikaner          | * 2. August 1984                     |
| Jon Allen Husted          | ab 2025   | Republikaner          | * 25. August 1967                    |